# Jean Guillaume Audinet-Serville
Jean Guillaume Audinet-Serville (Parigi, 11 novembre 1775 – La Ferté-sous-Jouarre, 27 marzo 1858) è stato un entomologo francese.
Fonti storiche non confermate affermano che Audinet-Serville sia stato iniziato alla chimica ed allo studio degli insetti da Madame de Grostête-Tigny e da suo marito, che ne erano appassionati.

Grazie a costei egli conobbe anche Pierre André Latreille (1762-1833), che lo fece collaborare alla stesura del "Dizionario degli insetti" dell' 'Enciclopedia metodica. E nel 1830 terminò il testo "La fauna francese" iniziato e lasciato incompiuto da Guillaume-Antoine Olivier (1756-1814).
Ma Audinet-Serville (che prima della Rivoluzione si chiamava Audinet de Serville) è particolarmente famoso per i suoi studi sugli Ortotteri.
Pubblicò la "Rassegna metodica dell'ordine degli Ortotteri", edita negli Annali di Scienze naturali nel 1831. Fu amico di Charles Jean-Baptiste Amyot e con lui scrisse, nel 1835, la "Storia naturale degli insetti Ortotteri" per la collana Suites à Buffon  dell'editore Roret di Parigi.